# Sint-Machariuskerk (Nederboelare)
De Sint-Machariuskerk is de parochiekerk van de tot de Oost-Vlaamse gemeente Geraardsbergen behorende plaats Nederboelare, gelegen aan de Felicien Cauwelstraat 11.

## Geschiedenis
Tot 1798 werd de slotkapel van het kasteel van Boelare als kerkruimte gebruikt. Vervolgens werd gekerkt in de Sint-Bartholomeuskerk te Geraardsbergen.
Vanaf 17 september 1972 beschikte men over een eigen parochiekerk, ontworpen door Emile Leus, Paul Gavel en Richard Borremans.

## Gebouw
Het betreft een kerk in de stijl van het naoorlogs modernisme. De gevels zijn met baksteen bekleed. De kerk loopt taps toe naar het koor. De voorzijde van de kerk heeft een brede galerij aan kleurrijke glas-in-loodramen welke eucharistiesymbolen verbeelden. Deze werden vervaardigd door Harold Van de Perre. Achter het koor bevindt zich een vrijstaande, driezijdige klokkentoren.